# Shasta County
Shasta County är ett county i delstaten Kalifornien, USA. År 2010 hade countyt 177 223 invånare. Den administrativa huvudorten (county seat) är Redding.
Del av Lassen Volcanic nationalpark ligger i countyt.

## Geografi
Enligt United States Census Bureau har countyt en total area på 9 963 km². 9803 km² av den arean är land och 161 km² är vatten.

### Angränsande countyn
- Tehama County, Kalifornien - syd
- Trinity County, Kalifornien - väst
- Siskiyou County, Kalifornien - nord
- Modoc County, Kalifornien - nordost
- Lassen County, Kalifornien - öst
- Plumas County, Kalifornien- sydost

### Orter
- Anderson
- Bella Vista
- Big Bend
- Burney
- Cassel
- Cottonwood
- Fall River Mills
- French Gulch
- Hat Creek
- Keswick
- Lakehead
- McArthur
- Millville
- Montgomery Creek
- Mountain Gate
- Old Station
- Palo Cedro
- Redding (huvudort)
- Round Mountain
- Shasta
- Shasta Lake
- Shingletown